# رمبو: آخرین خون
رمبو: آخرین خون (انگلیسی: Rambo: Last Blood)، که همچنین با عناوین رمبو ۵ یا رمبو ۵: آخرین خون نیز شناخته شده‌است، یک فیلم اکشن آمریکایی محصول سال ۲۰۱۹ به کارگردانی آدریان گرونبرگ است. فیلمنامه توسط متیو سیرولنیک و سیلوستر استالونه بر اساس داستانی از دن گوردون و استالونه نوشته شده‌است و بر اساس شخصیت جان رمبو است که توسط نویسنده دیوید مورل برای رمان اولین خونش خلق شده‌است. دنباله‌ای بر رمبو ۴ (۲۰۰۸) محسوب می‌شود، این پنجمین قسمت از مجموعه فیلم‌های رمبو است و استالونه در نقش جان رمبو، در کنار پاز وگا، سرجیو پریس-منچتا، آدریانا بارازا، ایوت مونرئال، جن کیم با نام مستعار ینا هان، خواکین کوسیو و اسکار جانادا بازی می‌کند. در این فیلم، رمبو برای نجات برادرزاده  خود که توسط یک کارتل مکزیکی ربوده شده و مجبور به تن‌فروشی شده‌است به مکزیک سفر می‌کند.
برنامه‌های فیلم پنجم از سال ۲۰۰۸ بارها و بارها اعلام شد، با تکرارهای مختلف توسعه یافته و لغو شد. این فیلم در نهایت در ماه می ۲۰۱۸ با حضور گرونبرگ به کارگردانی معرفی شد. فیلمبرداری اصلی در اکتبر ۲۰۱۸ در بلغارستان و اسپانیا آغاز شد و در دسامبر ۲۰۱۸ با فیلمبرداری اضافی در مه ۲۰۱۹ به پایان رسید. این فیلم در ۲۰ سپتامبر ۲۰۱۹ در سینما اکران شد و با نقدهای منفی منتقدان همراه با انتقادات به فیلمنامه‌نویسی، خشونت گرافیکی و اتهامات نژادپرستانه و بیگانه هراسی نسبت به مکزیک مواجه شد، اما سکانس‌های اکشن و بازی‌های استالونه برای بازگشت او در فیلم مورد تحسین قرار گرفت. این فیلم در سراسر جهان ۹۱٫۵ میلیون دلار در مقابل بودجه تولید ۵۰ میلیون دلار و هزینه تبلیغات ۳۰ میلیون دلار فروخت.

## داستان
جان رمبو که پس از سال‌ها به خانه بازگشته زندگی خود را در مزرعه خانه سپری می‌کند، دختری بنام گابریلا که رمبو را عمو جان صدا می‌زند (در فیلم چندان به برادر زاده بودن رمبو اشاره نشده) که مادرش مرده و پدرش آن را رها کرده، به کمک یکی از دوستانش پدرش را در مکزیک پیدا می‌کند وقتی می‌خواهد به مکزیک برود با مخالفت رو به رو شده و مخفیانه به مکزیک می‌رود. گابریلا پدرش را پیدا می‌کند و به او می‌گوید چرا من را رها کردی و پدرش می‌گوید نیازی به تو نداشتم، پس او ناراحت و به پیشنهاد دوستش به یک کلوپ شبانه می‌روند. وقتی خبر به گوش رمبو می‌رسد که او در کلوپ گم شده، راهی مکزیک می‌شود و می‌فهمد که همه چیز زیر سر دوست گابریلا بوده، سپس مکان قاچاقچیان دختران را پیدا می‌کند ولی تعداد آنها زیاد بوده و رمبو را کتک می‌زنند. یک خبرنگار رمبو را پیدا می‌کند و پس از بهبودی رمبو، رمبو به محلی که گابریلا در آنجاست حمله و او را نجات می‌دهد اما در راه بازگشت در اثر تزریق مواد مخدر و جراحات می‌میرد. رمبو به مزرعه می‌رود و آن مکان را به سلاح‌ها و انواع تله‌های کشنده مجهز و سپس یکی از بزرگان قاچاقچیان را کشته و سرش را قطع می‌کند و به مزرعه بازمی‌گردد. از طرفی قاچاقچیان به مزرعه حمله می‌کنند ولی رمبو همه آنها را کشته و چند تیر به رئیس آنها پرتاب می‌کند و در حال درد کشیدن سینه او را با چاقو بریده و قلبش را در میاورد.

## بازخوردها
- در راتن تومیتوز، این فیلم بر اساس ۱۷۳ نقد، با میانگین امتیاز ۴ از ۱۰ دارای ۲۶ درصد محبوبیت است.[۷]
- در متاکریتیک، که از میانگین وزنی استفاده می‌کند، اختصاص داده شده‌است. این فیلم بر اساس رای ۳۱ منتقد، امتیاز ۲۶ از ۱۰۰ را به دست آورد که نشان دهنده نقدهای «به طور کلی نامطلوب» است.[۸]
- تماشاگران شرکت‌کننده در نظرسنجی سینماسکور به فیلم نمره متوسط «B» را در مقیاس A+ تا F دادند، در حالی که آن‌هایی که توسط پست‌ترک مورد نظرسنجی قرار گرفتند، میانگین امتیاز ۳٫۵ از ۵ ستاره و ۵۶ درصد «توصیه قطعی» را به فیلم دادند.